# Socis
Els socis (llatí: socii) va ser el nom que els romans donaven als seus aliats. Des que Roma va establir aliances amb els pobles i ciutats veïnes es va donar a aquestes nacions el nom de socii.

## Història
Quan es va dissoldre la Lliga Llatina, el nom de llatí era donat artificialment a un gran nombre d'italians pocs dels quals eren habitants del Latium encara que gaudien de dret llatí, es va fer necessari marcar les diferències entre aquests llatins i els altres aliats; els llatins van ser anomenats Nomen Latinum i la resta socii.
Aquestos socis eren pobles conquerits o sotmesos voluntàriament, i conservaven les seves pròpies lleis però estaven aliats a Roma; la seva política militar i exterior estava supeditada a Roma; alguns dels pobles havien perdut el dret a les seves lleis però Roma el va retornar més tard. La condició de dependència des aliats era variable però en tot cas cap era independent, si bé nominalment es mantenia la ficció d'estats independents aliats.
Es podien dividir en dos grans grups, el que s'havien sotmès a Roma i havien conservat les seves lleis i els que havien estat conquerits i les havien perdut però després el senat romà els les havia retornat (com les ciutats dels hèrnics); dins d'aquestos dos grups hi havia nombroses variacions. La condició de llatí era doncs un entremig: no tenien ciutadania romana però eren formalment dependents de Roma; els socis no tenien ciutadania i eren nominalment independents però de fet dependents. Es coneix un cas fins i tot que la condició d'aliat (soci) es va donar a un individual (Onèsim de Macedònia).

## Deures delssocii
Els deures dels socis consistien en proporcionar tropes, diners, gra, vaixells, i altres subministraments quan Roma ho demanava. El nombre de soldats romans era decretat cada any pel senat i els cònsols determinaven els que cada aliat havia d'enviar, i el lloc de concentració d'aquestes tropes. La infanteria aliada era en general més nombrosa que la romana i la cavalleria era unes tres vegades la romana. Els aliats estaven dirigits per dotze prefectes nomenats pels cònsols, equivalents als dotze tribuns militars a les legions consulars; els prefectes es creu que eren escollits entre els aliats; la infanteria era dividida en cohorts i la cavalleria en turmes (turmae); va existir també alguna legió formada només per aliats; la paga era satisfeta pels estats dels que venien que nomenaven qüestors pagadors (quaestores militum) a aquests efectes; el menjar el proveïa l'estat romà; la infanteria aliada rebia el mateix menjar que les tropes romanes però la cavalleria aliada rebia només dos terços del que rebia la cavalleria romana; en el botí rebien la mateixa part que els romans.
S'enviava ocasionalment als aliats com a colons junt amb ciutadans romans. En cap cas els aliats podien agafar les armes per un acord del seu estat, i si existia una disputa entre aliats l'havia d'arreglar el senat romà. Després de l'any 173 aC els magistrats romans que viatjaven per Itàlia van començar a exigir pagaments, allotjament, subministraments i altres serveis als aliats. Per obtenir protecció contra els abusos les ciutats o pobles aliats havien de buscar un patró a Roma (per exemple Samni va escollir patró a Fabrici Luscí i el senat va reconèixer aquesta relació clientelar i va delegar en el patró algunes de les decisions que normalment hauria d'haver pres per si mateix). Els socis que es revoltaven contra Roma perdien sovint la seva llibertat interior o el dret a servir a l'exèrcit romà (considerat un honor); els aliats van provar a la segona meitat del segle ii aC i començament del segle i aC d'obtenir la ciutadania, però per mitjans pacífics no ho van aconseguir.
El senat romà podia ordenar als aliats sotmetre la seva legislació a la romana en els casos que ho considerava necessari. I de fet, la mateixa pressió política impedia als socis de prendre decisions autònomes, i més que rebre ordes feien el que s'esperava que fessin; la legislació romana s'aplicava a més a més en diversos aspectes que generalment no tenien legislació pròpia i progressivament les lleis dels aliats van esdevenir les mateixes que la llei romana.

## La Guerra Social
Els aliats no gaudien dels drets de ciutadania, que van reclamar a l'anomenada guerra social (91 aC-87 aC). Després de la guerra, que van perdre, finalment van obtenir allò que abans se'ls havia denegat. Amb l'extensió de la ciutadania a tots els italians es van acabar els socis.

## Després de la Guerra Social
En endavant es va donar el nom de socis als estats aliats, que van ser de dos tipus:
1. Foedus aequum, donat als tractats d'aliança amb els estats sobre els quals no s'havia obtingut una victòria decisiva o amb els quals no s'havia estat en guerra.
2. Foedus iniquum, donat als tractats d'aliança signats amb un estat derrotat pels romans que entrava en l'aliança com a proposta del vencedor o per imposició. En aquest cas després de l'aliança, l'estat client havia de complir amb tot el que Roma demanava; les tropes que aportaven però no combatien en primera línia i eren considerades milites auxiliare, auxiliarii, auxilia, o auxilia externa.